# Siméon le Stylite
Pour les articles homonymes, voir Saint Siméon.
Siméon le Stylite ou Syméon le Stylite (en grec ancien : Συμεών ὁ Στυλίτης / Sumeṓn ho Stulítēs ; en syriaque : ܫܡܥܘܢ ܕܐܣܛܘܢܐ / šemʿōn d-ʾesṭōnā, en arabe : سمعان العمودي / simʿān al-ʿamūdī), dit Siméon l'Ancien, né vers 388 ou 389 et mort en 459, est un saint chrétien.
Siméon vécut toute sa vie dans l'ascèse et l'austérité, dans le nord de la Syrie, se retirant régulièrement et longuement du monde. Il vécut 37 ans de sa vie au sommet d'une colonne qui atteindra progressivement les 18 mètres, d'où son surnom. Chaque jour, des pèlerins venaient lui apporter des victuailles qu'ils lui faisaient parvenir en les mettant dans un panier qu'ils hissaient jusqu'à lui avec une corde. L'espace dont il disposait au sommet de sa colonne était tout juste suffisant pour se tenir debout ou assis, jamais allongé. On raconte que le roi Nu'man prince des Arabes voulut empêcher les visites des foules de pèlerins mais en fut dissuadé par une vision,. Siméon le Stylite mourut vers ses 70 ans en position de prière, les mains jointes et les yeux fermés, de sorte que ses fidèles mirent deux jours à se rendre compte de sa mort. Au centre de l'église, en ruines, de Saint-Siméon-le-Stylite, il reste un vestige de cet édifice au Djébal Sima'an (Mont Siméon) non loin au nord-ouest d'Alep. Son principal biographe est son contemporain Théodoret de Cyr.
Il est commémoré le 1er septembre comme vénérable par l'Église copte orthodoxe, l'Église chrétienne orthodoxe et l'Église grecque catholique de rite byzantin, et comme saint le 27 juillet par l'Église catholique.

## Hagiographie

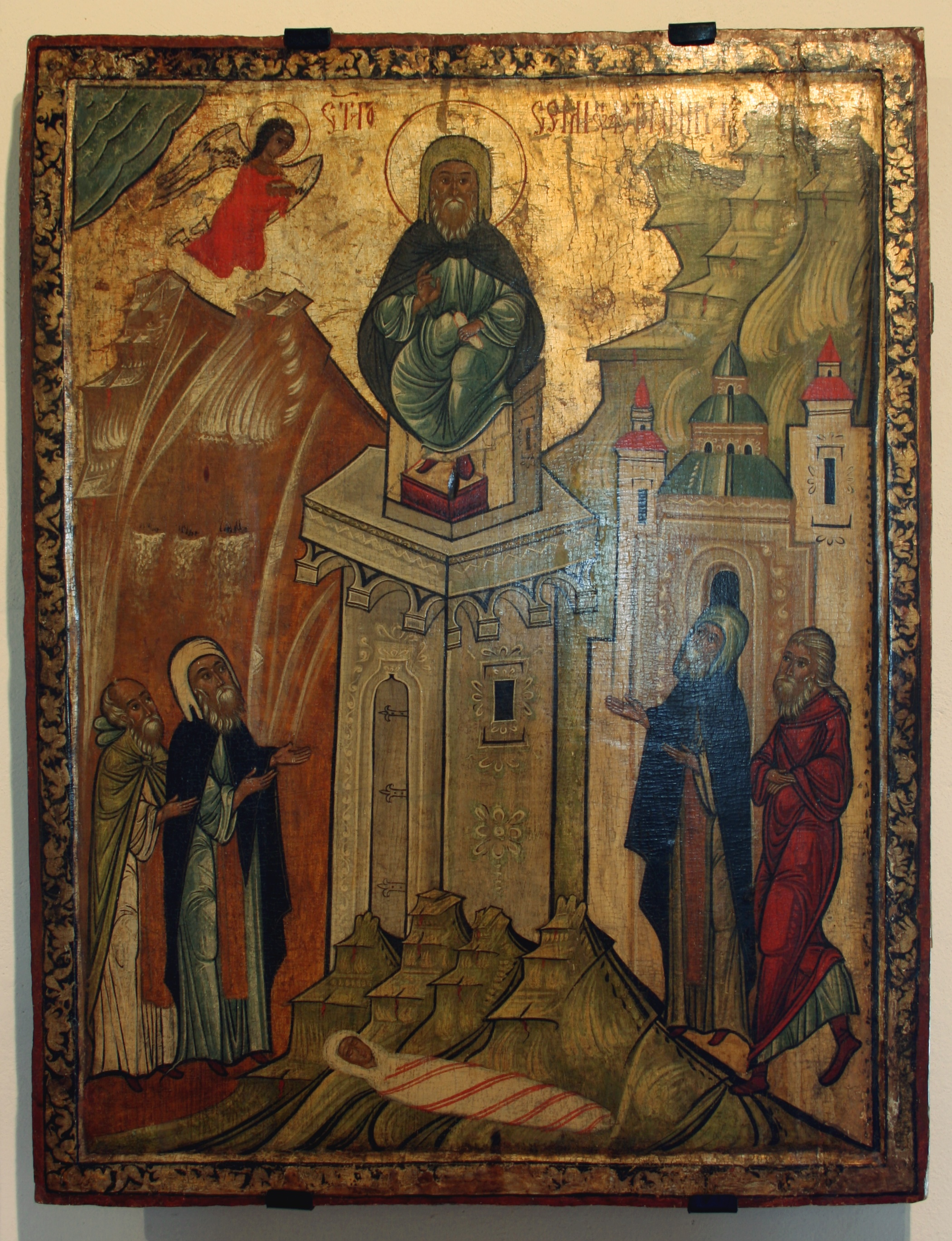
XVIe siècle icône du Musée historique de Sanok, Pologne.

### Contexte général
Avec la division de l'Empire romain en 395, la Syrie fut incorporée dans l'Empire romain d'Orient qui allait devenir l'Empire byzantin, et le christianisme se développa rapidement dans le pays qui se couvrit d'églises, tant dans les villes que dans les campagnes. De même, le monachisme se développa, surtout sous la forme du cénobitisme.
C'est dans ce contexte que Siméon naît, à Sisan (probablement la ville de Samandağ en Turquie actuelle) au nord de la Syrie. Il était le fils d'un berger.
Siméon développa son zèle pour le christianisme à l'âge de 13 ans, ayant entendu la lecture des Béatitudes un jour de neige où il s'était réfugié dans une église. Il se soumit alors à une austérité croissante, en particulier par le jeûne, et il entra bientôt (avant l'âge de 16 ans, dit-on) dans le monastère de Téléda qui gagnait en popularité et en renommée. Il y restera dix ans, avant de se rendre à Télanissos (Deir Seman), où il installera plus tard sa colonne. Dans sa Vie des Saints pour tous les jours de l'année, l'abbé Jaud indique :

« Son père était berger, et lui-même passa les premières années de sa vie à garder les troupeaux. Il avait treize ans, quand un jour, à l'église, il entendit lire ces paroles : "Bienheureux ceux qui pleurent !... Bienheureux ceux qui ont le cœur pur !" Éclairé par la grâce, embrasé du désir de la perfection, il se met en prière, s'endort et fait un songe : "Il me semblait, dit-il, que je creusais les fondements d'un édifice ; quand je crus la fosse assez profonde, je m'arrêtai : "Creuse encore !" me dit une voix. Par quatre fois je repris mon travail et je m'arrêtai, et par quatre fois j'entendis la même parole : "Creuse encore !" Enfin la voix me dit : "C'est assez ! Maintenant tu peux élever un édifice aussi haut qu'il te plaira." Ce songe signifiait sans doute l'humilité, base de toutes les vertus et mesure de la perfection ; mais il faisait aussi allusion au genre de vie que devait mener le pieux jeune homme. »

Entré au monastère, il commença un jeûne sévère de quarante jours pour le Grand Carême, qui le laissa exsangue ; il fut visité par l'abbé du monastère qui lui laissa de l'eau et des pains. Quelques jours plus tard, Siméon est découvert inconscient, avec l'eau et les pains intacts. Lorsqu'il est ramené au monastère, on découvre qu'il a lié sa taille avec une ceinture de feuilles de palmiers faite de sorte que plusieurs jours de trempage sont nécessaires pour enlever les fibres de sa blessure. Les autres moines l'accusent de se relever la nuit pour manger et de les faire passer pour des gloutons. Aussi Siméon fut-il enjoint de quitter le monastère. Il renouvela cependant ce jeûne chaque année.
Il se retira pour un an et demi dans une cabane où il réussit à passer le carême, sans manger ni boire. Lorsqu'il sortit de la cabane, ce fut comme un miracle. Plus tard, il resta debout en prière tant que ses membres purent le soutenir.
Après un an et demi passé dans sa cabane, Siméon chercha un promontoire rocheux sur les pentes de ce qui est maintenant le sommet de Cheikh Barakat sur le Mont Siméon et se contraint lui-même à rester prisonnier dans cet espace étroit de moins de 20 mètres de diamètre. Mais les foules de pèlerins envahissaient les parages, réclamant prières et intercessions et lui laissant trop peu de temps pour ses propres dévotions. Cela le conduisit à adopter un nouveau mode de vie.

### Au sommet du pilier

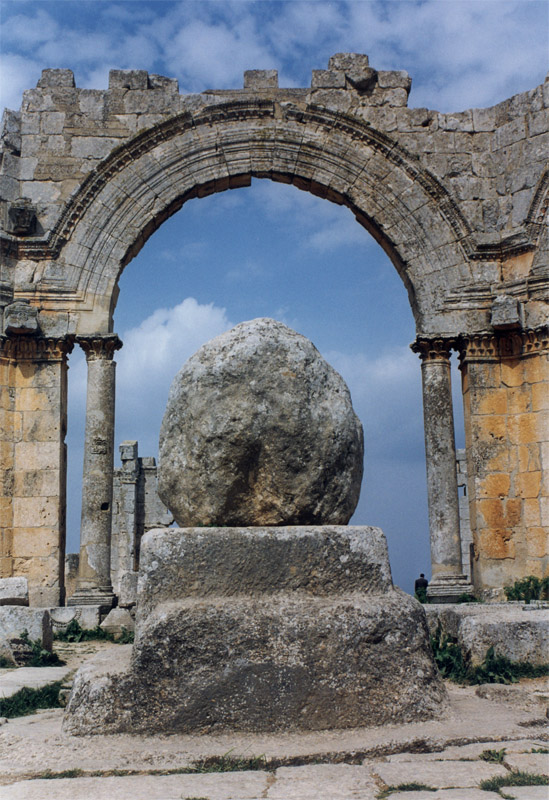
Base de la colonne de saint Siméon le Stylite, dans le monastère de St-Siméon.

Alors qu'il cherchait le moyen de voir venir de loin le nombre sans cesse croissant de fidèles quêtant ses prières et conseils et lui laissant si peu de temps pour ses austérités et dévotions privées, Siméon découvrit un pilier qui demeurait parmi les ruines ; il y avait une petite plateforme à son sommet sur laquelle il décida de passer sa vie. Comme il lui était impossible d'échapper au monde « horizontalement », il tentait d'y échapper « verticalement ». Pour sa subsistance, les petits garçons du village devaient grimper en haut du pilier et lui remettre du pain et du lait de chèvre.
Lorsque ses aînés, les moines vivant dans le désert, eurent entendu parler de Siméon qui avait choisi cette forme nouvelle et étrange d'ascétisme, ils voulurent le rencontrer afin de déterminer si ses prouesses extrêmes étaient fondées sur l'humilité ou si elles tenaient à l'orgueil. Ils exigèrent de Siméon qu'il obéisse et descende de son pilier. S'il désobéissait, ils le forceraient à en descendre, mais s'il était disposé à se soumettre, ils le laisseraient vivre sur son pilier. Saint Siméon fit preuve d'une complète obéissance, montrant par là son humilité ; aussi les moines le laissèrent vivre comme il le souhaitait.
Ainsi qu'il est précisé dans sa Vie, ce premier pilier faisait six coudées, soit environ trois mètres de haut ; d'autres le remplacèrent ensuite et le dernier de la série faisait trente-six coudées, soit environ dix-huit mètres de haut,. À la partie supérieure du pilier se trouvait une plate-forme avec une balustrade, dont on pense qu'elle faisait environ un mètre carré[réf. nécessaire].
Selon son hagiographe, Théodoret de Cyr, Siméon ne permettait à aucune femme de venir près de son pilier, pas même sa propre mère ; on prétend qu'il lui dit « Si nous en sommes dignes, nous nous verrons dans la vie à venir ». Lorsqu'elle mourut, Siméon demanda que ses restes lui soient apportés. Il dit adieu à sa mère morte, et un sourire apparut sur son visage.
Dans son Histoire de la décadence et de la chute de l'Empire romain, Edward Gibbon décrit ainsi les pratiques de Siméon :

« Dans l’enceinte d’une mandra ou cercle de pierres où il s’attacha lui-même avec une chaîne pesante, Siméon monta sur une colonne qui fut successivement élevée de neuf pieds à la hauteur de soixante. L’anachorète  y passa trente années exposé à l’ardeur brûlante des étés et aux froids rigoureux de l’hiver. L’habitude et la pratique lui apprirent à se maintenir sans crainte et sans vertiges dans ce poste difficile, et à y prendre différentes postures de dévotion. Il priait quelquefois debout et les bras tendus en forme de croix ; mais son exercice le plus ordinaire était de courber et de redresser alternativement son corps décharné en baissant sa tête presque jusqu’à ses pieds. Un spectateur curieux compta jusqu’à douze cent quarante-quatre répétitions, et n’eut pas la patience de pousser plus loin son calcul. Les suites d’un ulcère à la cuisse abrégèrent la vie de Siméon Stylite, mais n’interrompirent point sa singulière pénitence, et il mourut patiemment sans bouger de dessus sa colonne. »

Même sur la plus élevée de ses colonnes, Siméon ne s'était pas retiré du monde. Le nouveau pilier a attiré plus de personnes, non seulement les pèlerins mais aussi les spectateurs. Siméon lui-même se tenait à la disposition de ces visiteurs tous les après-midis. Au moyen d'une échelle, les visiteurs pouvaient monter le voir. On sait qu'il a écrit des lettres et avait des disciples, leur prêchant en particulier d'éviter les jurons et l'usure.

### Dernières années

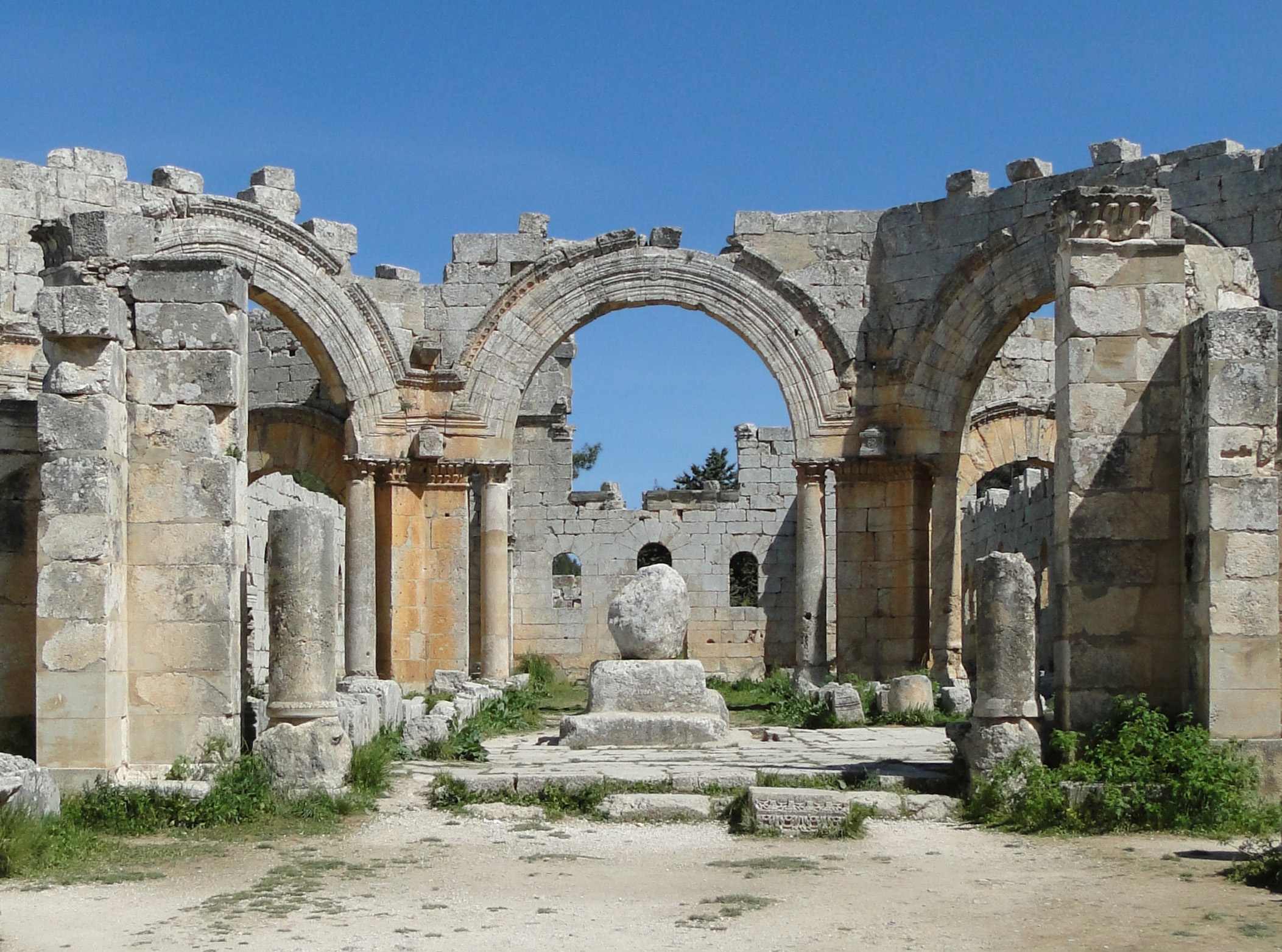
Ruines de la basilique de Saint Siméon et restes de la colonne au centre.

L'empereur Théodose II et son épouse Eudoxie ont grandement respecté le saint et écouté ses avocats, tandis que l'empereur Léon envoya une lettre en faveur du concile de Chalcédoine[pas clair]. La vie de Siméon a coïncidé avec celle de sainte Geneviève. On dit qu'il prenait de ses nouvelles et lui envoyait ses salutations.
Siméon devint tellement influent qu'une délégation de l'Église fut envoyée pour qu'il descende de son pilier comme un signe de soumission. Lorsque, toutefois, il fut disposé à s'y conformer, la demande a été retirée. Une fois qu'il était malade, Théodose envoya trois évêques le priant de descendre et l'autorisant à être aidé par les médecins, mais Siméon préféra laisser sa guérison dans les mains de Dieu, et il retrouva la santé.
Après avoir passé trente-neuf ans sur son pilier, Siméon meurt le 2 septembre 459. À sa mort, il donne sa mélote (tunique de berger) à l'empereur Léon. Il a inspiré de nombreux imitateurs et adeptes, notamment son homonyme Siméon dit le Jeune et, au siècle suivant, des ascètes vivaient sur les piliers, comme stylites, menant une vie commune, ceci tout au long de l'Empire byzantin.

Il est commémoré comme un saint par les coptes orthodoxes le 29 Bashans (mi-juin). Il est commémoré le 1er septembre par les orthodoxes orientaux et catholiques byzantins et fêté le 27 juillet dans l'Église catholique latine.

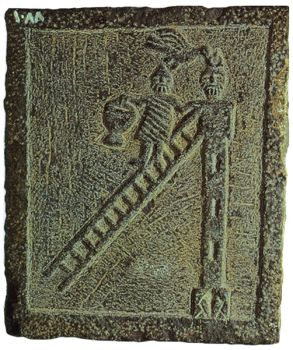
Bas-relief en basalte, vers 500. Musée de Hama, Syrie. St-Siméon est couronné par le Christ, figuré sous la forme d'un oiseau, tandis que le personnage sur l'échelle tient un encensoir.

Une dispute survint en 468 entre le patriarche d'Antioche et l'empereur Léon à Constantinople pour la possession des restes et reliques de Siméon. L'empereur obtint gain de cause, mais en échange il fit ériger le martyrium cruciforme de saint Siméon.
Les ruines d'un vaste édifice érigé en son honneur et connu en arabe, comme la « Qala‘at Simân » (« la Citadelle de Siméon »), peuvent encore être vues. Le martyrium se trouve à environ 30 km au nord-ouest d'Alep 36° 20′ 03″ N, 36° 50′ 38″ E) et il est composé de quatre basiliques situées dans une cour octogonale vers les quatre points cardinaux pour former une grande croix. Au centre de la cour se trouve la base du style ou colonne sur laquelle se serait tenu saint Siméon.

## Note sur les sources de la vie de Siméon
Trois biographies de Siméon nous sont parvenues de l'Antiquité. Deux d'entre elles, dues pour une à l'un de ses contemporains, l'évêque et historiographe Théodoret de Cyr, et pour l'autre à un disciple de Siméon prénommé Antonius, sont très brèves. La troisième, plus longue, est un texte anonyme en syriaque, rédigé probablement peu après la mort de Siméon par certains de ses disciples.

## Évocations artistiques

### Plaque de saint Siméon
Se trouve exposée au Musée du Louvre à Paris une plaque d'argent représentant saint Siméon au sommet de sa colonne, impassible face à un serpent qui s'élève vers lui. Cette œuvre, acquise en 1952, provient du trésor de l'église de Maarat al-Nouman, en Syrie. Il s'agit d'un ex-voto du VIe siècle qui témoigne de l'essor des cultes chrétiens dans l'Antiquité tardive.

### Poésie
Au moins deux poètes ont été inspirés par Siméon le Stylite. Tout d'abord, Alfred Tennyson, qui consacre en 1833 un long poème de 240 vers à Siméon. Ce texte sera repris dans Poèmes, un recueil en deux tomes publié en 1842. En 2018, c'est l'artiste franco-syrien Rohân Houssein qui écrit un poème à la suite de l'opération militaire turque de janvier 2018, Rameau d'olivier, contre la ville d'Afrine.
- Extrait de St. Simeon Stylites (1842)

And yet I know not well,

For that the evil ones come here, and say,

Fall down, O Simeon ; thou hast suffered long

For ages and for ages !
- Le poème de R. Houssein

Rameau d’Olivier

Câlinant collines natales

De mon père éploré

Précurseur d’un breuvage d’Or

Jumeau du « Zaatar » acidulé

Rameau d’Olivier !

Lit de lions-hittites

Et de sphinx pétrifiés

Suppliant la déesse Ishtar

D’épargner un peuple esseulé

Rameau d’Olivier

Sur ta colonne conquise

Ô Siméon le Stylite !

Accorde moi l’assise

Que je devienne ascète émérite

Rameau d’Olivier !

Petits descendants

Dans l’utérus ou bien vivants

Déjà sous terre dans la nuit noire

À l’abri des « obus » de pouvoir

Rameau d’Olivier

Gerbe déposée

Sur le linceul de mon aïeul

Condoléances de paix :

Allah y « R-h’-ameau »

…d’Olivier.

### Cinéma
Le film de Luis Buñuel, Simon du désert (Simón del desierto), (1965) est lointainement basé sur l'histoire de saint Siméon.
Le film de Louis Malle, Au revoir les enfants (1987) le mentionne au début du film lors d'une lecture à la cantine.

### Théâtre
La pièce Et à la fin était le bang de René de Obaldia s'inspire de l'histoire de saint Siméon.
Il est mentionné dans Jacques et son maître hommage à Denis Diderot en trois actes de Milan Kundera, lors du récit de Mme de la Pommeraye :

« Imaginez mesdames ! Siméon a passé quarante ans de sa vie sur une colonne de quarante mètres de haut à prier Dieu de lui donner la force de passer quarante ans de sa vie sur une colonne de quarante mètres de haut à prier Dieu... »

— Jacques et son maître hommage à Denis Diderot en trois actes (Acte II, scène 4)

## Écrits
- Clavis Patrum Græcorum (CPG) 6640-6650

### Bibliographie

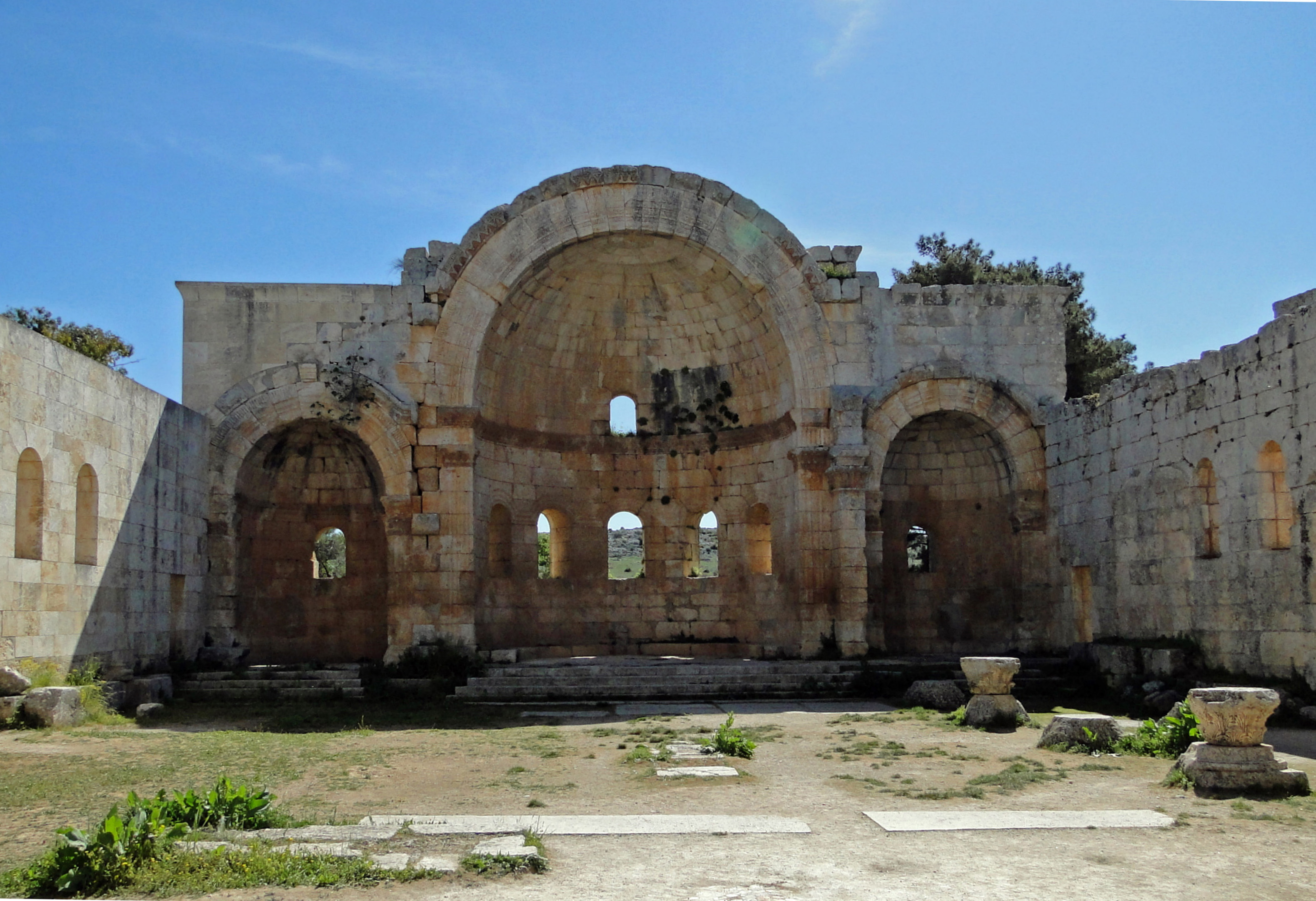
Ruines du chœur de l'église Saint-Siméon-le-Stylite.